# Ivo Ćipiko
Ivo Ćipiko (n. 13 ianuarie 1869, Kaštel Novi⁠(d), Cantonul Split-Dalmația, Croația – d. 24 septembrie 1923, Kaštel Novi⁠(d), Regatul Iugoslaviei) a fost un prozator și dramaturg sârb.
Prin evocarea patetică a situației țăranului din Dalmația, scrierile sale realiste efectuează o analiză socială cu puternice accente protestatare.

## Opera
- 1904: Pentru pâine ("Za kruhom");
- 1909: Păianjenii ("Pauci");
- 1910: La frontieră ("Na granici");
- 1911: Voința poporului ("Volja naroda").